# Utetes posticatae
Utetes posticatae är en stekelart som först beskrevs av Fischer 1957.  Utetes posticatae ingår i släktet Utetes och familjen bracksteklar. Arten är reproducerande i Sverige. Inga underarter finns listade i Catalogue of Life.